# 弗拉基米爾·瓦西里耶維奇·雷巴克
弗拉基米爾·瓦西里耶維奇·雷巴克（羅馬化：Volodymyr Vasyliovych Rybak；1946年10月3日—），烏克蘭政治家。於2012年12月13日至2014年2月22日担任烏克蘭最高拉達主席。雷巴克也是地区党的前身——乌克兰地区復興党的原领导人。199年獲授予乌克兰功绩建筑师稱號。